# Гренада
Гренада (на английски: Grenada; на френски: Grenade; на испански: Granada) е островна държава в Централна Америка от групата на Наветрените острови, които са част от архипелага Малки Антили. Разположена е в югоизточно Карибско море. Включва остров Гранада и южната част на о-ви Гренадини. Гренада е на второ място сред най-малките независими страни в Западното полукълбо след Сейнт Китс и Невис. Тя е разположена на север от Тринидад и Тобаго и южно от Сейнт Винсент и Гренадините.

## История
Писаната история на Гренада започва през 1498 година, когато мореплавателят Христофор Колумб пръв вижда острова. По това време поселищата на острова са населени с „островни карибци“, които живеят на някои от другите острови в Карибско море. Великобритания завладява острова през 1783 г. Официално Гренада е колония на Британската империя от 1877 година.
През XX век островът е провинция на краткотрайно просъществувалата федерация Западни Индии (1952 – 1962 г.) Своята независимост Гренада получава през 1974 г., като начело застава Ерик Гайри (Eric Gairy). Постепенно правителството започва да управлява твърде авторитарно и в държавата се осъществява държавен преврат. Начело на преврата през 1979 г. е харизматичният ляв водач Морис Бишоп (Maurice Bishop). Неуспехът на Бишоп да проведе избори, съпроводен със социалическите му разбирания и близките му отношения с комунистическа Куба, предизвиква недоволство сред съседните държави (Тринидад и Тобаго, Барбадос, Доминика, САЩ). През 1983 г. избухва и вътрешна борба за надмощие между Бишоп и сталинисткото движение в управляващата New Jewel Movement. Бишъп е поставен под домашен арест от смятания за верен на Москва Бернар Коар (Bernard Coard), където е и екзекутиран на 19 октомври 1983 г. при спорни обстоятелства.
Само 6 дни по-късно на острова нахлуват военни части от САЩ и 6 други карибски държави като част от военна кампания, наречена Операция „Неотложна ярост“ (Urgent Fury). Въпреки че по-късно новият генерал-губернатор сър Пол Скун заявява, че той е помолил за навлизането на военните части, правителствата на Великобритания и Тринидад и Тобаго изказват яростни мнения срещу нахлуването, тъй като не са били консултирани. Операцията протича набързо и с многобройни проблеми, тъй като не е подкрепена с разузнавателни данни, но завършва с успех. Ръководител на операцията е Джузеф Меткалф, а заместник – Норман Шварцкопф. След нахлуването е назначено временно правителство и през 1984 г. са проведени демократични избори
През 2004 г. островът е директно засегнат от урагана Иван (7 септември). Ураганът от 4-та степен разрушава или нанася тежки поражения на 90% от жилищата на острова. През следващата година друг ураган, Емили, нанася нови поражения на острова за около 110 милиона щатски долара.

## Политика
Като част от Британската общност на нациите, народът на Гренада признава крал Чарлз III за свой законен суверен. Той се представлява на острова от генерал-губернатор, но истинската изпълнителна власт е в ръцете на премиер-министъра. Макар официално той да се посочва от генерал-губернатора, по правило е премиер-министърът водачът на най-голямата партия в парламента.
Парламентът се състои от Сенат (13 членове) и Камара на представителите (15 членове). Сенаторите се избират от правителството и от опозицията, а членовете на долната камара се избират от населението за срок от 5 години. През 2003 година Новата национална партия (New National Party) печели изборите с 49,8% от гласовете и 8 места в камарата на представителите и остава най-голямата партия в Гренада. На второ място е другата голяма партия Национален демократически конгрес (National Democratic Congress) с 45,1% от гласовете и 7 места.
Гренада е пълноправен член с право на глас на Общността на Карибските държави (CARICOM) и на Организацията на Източнокарибските държави (OECS).

## Административно деление
В адмистративно отношение Гренада се разделя на 6 енории и две зависими тиритории.
Енории:
- Енория Сейнт Андрю
- Енория Сейнт Дейвид
- Енория Сейнт Джордж
- Енория Сейнт Джон
- Енория Сейнт Марк
- Енория Сейнт Патрик

Зависими територии:
- Кариаку
- Пти Мартиник

## География
Остров Гранада е най-големият от групата острови образуващи територията на страната. Други от по-малките острови на о-ви Гренадини са Кариаку, Пти Мартиник, Ронд Айлънд, Кайе Айлънд, Дямон Айлънд, Ларж Айлънд, Салин Айлънд и Фригат Айлънд. По-голямата част от населението живее на о. Гренада, където са и столицата Сейнт Джорджес и двата града Гренвил и Гоуяве (Gouyave). От селищата на съседните острови най-голямо е Хилсбъро (Hillsborough) на остров Кариаку.
Островите са с вулканичен произход като о. Гренада е с леко изразен планински релеф, прорязан от няколко малки реки, вливащи се директно в морето. Най-високата точка е връх Санта Катерина (840 m). Климатът е субекваториален, топъл и влажен със средни месечни температури 25 – 28°С и годишна сума на валежите над 1500 mm. Периодично архипелагът е засяган от урагани. Последни от тях са ураганът Айвън (септември 2004) и ураганът Емили (юли 2005). Покрит е с гъсти, влажни вечнозелени гори.

## Икономика
Икономическото развитие на страната е облагоприятствано от разумните фискални и макроикономически реформи, които водят до годишен растеж от 5 – 6% през 1998 – 99, като най-голям от растежа се пада на строителството и търговията. Броят на туристическите обекти бързо се увеличава и туризмът се превръща във водещ източник на чужда валута на страната. Като основни проблеми в краткосрочен план са опасенията за повишен фискален дефицит и влошаване на баланса по външната сметка на страната.
Гренада е част от Организацията на Източнокарибските държави (OECS), с които има обща централна банка и обща валутна единица (източнокарибски долар).
Понякога Гренада е наричана „островът на подправките“. Основно перо в износа на страната са подправките канела, карамфил, джинджифил и индийско орехче. Индийско орехче може да се види и на официалното знаме на Гренада.

## Население
Около 80% от населението са потомци на африканските роби, доведени от европейските колониалисти. Останалите 20% се поделят между последните наследници на местните племена кариби (carib) и арауаки (arawak).
Официалният език на страната е английският, който се говори от практически всички, въпреки че са се запазили отделни хора, които говорят креолски (наричан още патуа или патва). Мнозинството от населението е християнско, поделено поравно между католици и протестанти, като сред протестантите е водеща англиканската църква.

## Култура
Френското влияние върху местната култура е много по-малко отколкото върху културата на останалите острови в Карибско море. В местната култура най-силно са се запазили традициите на африканците, довеждани като роби през годините. Местната кухня също включва предимно типични африкански ястия, едно от които е популярното „Oil Down“.